# Parc national du Mont Augustus
Le parc national du Mont Augustus  (anglais : Mount Augustus National Park) est situé à 852 km au nord de Perth, capitale de l'Australie occidentale et à 490 à l'est de Carnarvon. Il abrite le Mont Augustus appelé Burringurrah par les aborigènes Wadjari.